# Carica Matilda
Matilda († 10. rujna 1167.) bila je kći engleskog kralja Henrika I. i Matilde Škotske.

## Brak s Henrikom V.
Još kao dijete Matilda je bila obećana rimsko-njemačkom caru Henriku V. Godine 1114. Matilda se udala za Henrika, stekavši naslov svete rimske carice i kraljice Njemačke. Prema većini poznatih izvora, par nije imao djece. Hériman Tournaiski tvrdi da je Matilda rodila sina koji je ubrzo umro. Nakon smrti Henrika V. 1125. godine se vratila u Englesku gdje je priznata kao nasljednica očeva prijestolja. 1127. godine ponovno se udala, i to za Gotfrida V. Anjou-Plantageneta, nasljednika grofovije Anjou u zapadnoj Francuskoj.

## Borba za englesko prijestolje
Nakon smrti njezina oca Henrika I. 1135. godine, Stjepan od Bloisa, unuk Vilima I. Osvajača, osporio je Matildi englesku krunu tvrdeći da mu ju je Henrik I. obećao na samrti. Kako je na svojoj strani imao većinu najmoćnijih velikaša Stjepan je ipak postao engleski kralj. Matilda je 1139. okupila vojsku i u bitci kod Lincolna 1141. godine porazila te zarobila Stjepana. Stjepanova supruga, također po imenu Matilda, okupivši vojsku je pokrenula napad na imenjakinju i u bitci kod Winchestera porazila Matildu te u razmjeni oslobodila Stjepana. Nakon borbi koje su Englesku uvele u razdoblje anarhije Matilda je 1147. bila prisiljena skloniti se u Normandiju.

## Vladavina
Dok je bila vladala, nosila je naslov Lady of the English (Lady Engleza). Bila je prva žena koja je nosila naslov Kraljevine Engleske. Iako je svrgnuta s engleskog prijestolja, uspjela je osigurati da njena djeca nasljeđuju naslov vojvodstva Normandije, a njezinom sinu Henriku II. je Westminsterskim ugovorom osigurano pravo na englesko prijestolje.

## Potomstvo
- Henrik II., kralj Engleske
- Gotfrid, grof Nantesa
- Vilim FitzEmpress